# Шеню, Мари-Доминик
Мари-Доминик Шеню (фр. Marie-Dominique Chenu, OP; 7 января 1895, Суази-сюр-Сен — 11 февраля 1990, Париж) — французский доминиканский богослов и медиевист.
Один из инициаторов и главных богословов неотомистского движения в Европе, также известный как эксперт в области теологии («peritus») на Втором Ватиканском Соборе.

## Биография и труды
Вступил в орден доминиканцев в 1913 году в Ле-Сольшуар, Бельгия. После внезапного начала войны был вынужден учиться в Риме (1914—1920) в школе, которая сегодня стала Папским университетом святого Фомы Аквинского. В 1920 году был назначен преподавать богословие в Ле-Сольшуер. Под руководством своего учителя Г. Гарригу-Лагранжа поставил перед собой задачу замены того, что он называл «внеисторическим исследованием томизма», то есть прочтением Фомы Аквинского в историческом контексте.
Свое первое эссе написал об исторических реконструкциях текста Аквината (1923). Впоследствии составил сборник эссеистики «Слово Божье — Вера в соответствии с разума» («La Parole de Dieu I — La foi dans l’intelligence», Paris 1964). Писал заметки о средневековой философской лексикографии, которые, однако, остались незавершёнными. Исследовал малых средневековых авторов, в частности Роберта Килвордби, что вскоре сделало его уважаемым медиевистом.
Став руководителем исследований в Ле-Сольшуер, опубликовал частно труд «Школа богословия: Ле-Сольшуар» («Une école de théologie: Le Saulchoir, 1937»), что оправдывает исторический акцент в богословских исследованиях и содержит некоторые острые высказывания о «схоластике барокко». Сразу после этого был обвинен доминиканской властью в Риме за «модернизм», а работа была помещена в Индекс запрещённых книг.
В 1942 году Шеню продолжил преподавать и публиковать результаты своих исследований, собранные в три фундаментальные книги «Введение в изучение Святого Фомы Аквинского» («Introduction Introduction à l'étude de saint Thomas d’Aquin, Montreal-Paris 1950»), «Богословие как наука в XIII веке» (La théologie comme science au XIIIe siècle, Paris 1957) и «Богословие в XII веке» («La théologie au XIIe siècle, Paris 1957»).
Шеню был главой богословской совета движения священников-рабочих во Франции, которое зарождалось в это время. Беспокойство Папы этим движением выражено в апостольском послании «Menti nostrae» (1950). Впоследствии энциклика «Humani generis» (1950) подтвердила неодобрение богословов, которые стремились освободиться от схоластики.
В 1953 года Шеню оставил все свои преподавательские обязанности и был даже временно изгнан в Руан. Он продолжил писать, опубликовал работу «Святой Фома Аквинский и теология» («Saint Thomas d’Aquin et la théologie, Paris 1959»), но главным образом вкладывал свою энергию в проповеди. Шеню был богословом-советником франкоязычных африканских епископов на Втором Ватиканском соборе, во время работы которого, не удивляясь уходу собора от томизма, он разрабатывал принципы «евангельского гуманизма», вошедших в конституцию «Gaudium et Spes».
Последние годы жизни Шеню прошли в Париже, где он посвятил себя лекциям и проповедям, направленным главным образом на интерпретацию значения Второго Ватиканского собора. Он был доволен, когда его книга «Une école de théologie» была вновь опубликована в 1985 году в Париже, но молодое поколение богословов уже мало интересовалось его работами о Фоме Аквинском, как и работами Гарригу-Лагранжа. Хотя Шеню не был оригинальным мыслителем, однако вместе со своим другом Этьеном Жильсоном он остаётся одной из главных фигур неотомистского движения XX века.

### Избранные работы
- "Position de la théologie, " Revue des sciences philosophiques et théologiques 24 (1935): 252 ff., rpt. as La foi dans l’intelligence in Chenu’s La parole de Dieu, vol. 1, pp. 115—138
- Une école de théologie: le Saulchoir (Étiolles: Le Saulchoir, 1937; rpt. Paris: Cerf, 1985)
- La théologie comme science au XIIIe siècle (Paris, 1943; 3rd ed., Paris: Vrin, 1957)
- Introduction a l'étude de Saint Thomas d’Aquin (Montreal: Institut d'études médiévales, 1950), trans. Albert M. Landry and Dominic Hughes as Toward Understanding Saint Thomas (Chicago: Regnery, 1964)
- La théologie au douzième siècle (Paris: Vrin, 1957), selection ed. and trans. Jerome Taylor and Lester Little as Nature, Man and Society in the Twelfth Century: Essays on New Theological Perspectives in the Latin West (Chicago: U of Chicago P, 1968)
- St Thomas d’Aquin et la théologie (Paris, 1959), trans. Paul Philibert as Aquinas and His Role in Theology (Collegeville: Liturgical Press, 2002)
- La Théologie est-elle une science? (Paris: Fayard, 1959), trans. A. H. N. Green-Armytage as Is Theology a Science? (New York: Hawthorn, 1959)
- Le Parole de Dieu, 2 vols. (Paris: Cerf, 1964), trans. Denis Hickey as Faith and Theology (New York: Macmillan, 1968)
- «Pour une théologie du travail» (Paris: Seuil, 1965), trans. Lilian Soiron as The Theology of Work: An Exploration (Chicago: Regnery, 1966)
- «A conversation with Père Chenu», Dominicana 50 (1965): 141 ff.
- Peuple de Dieu dans le monde (Paris: Cerf, 1966)
- Jacques Duquesne interroge le Père Chenu: un théologien en liberté (Paris, Éditions du Centurion 1975)